# Plaza Caracas
La Plaza Caracas es un espacio público ubicado en la Parroquia Santa Teresa, entre las Torres del Centro Simón Bolívar o Torres de El Silencio, en el casco central de Caracas, Venezuela.

## Historia
Fue construida sobre el terreno donde estuvo antiguamente la iglesia de San Pablo, derrumbada en el siglo XIX durante el Gobierno de Antonio Guzmán Blanco, siendo diseñada por el arquitecto Germán Castro e inaugurada el 7 de noviembre de 1983, en el espacio que antes había sido destinado a la avenida Bolívar, pero tras el proceso de reestructuración del centro de Caracas iniciado en el Paseo José María Vargas, se decidió hacer esa parte de la avenida de forma subterránea. 
Posee una extensión de 12.000 m², siendo una de las más grandes de la ciudad.En su parte este, se encuentra una estatua a Simón Bolívar denominada El Genio, una escultura del artista español Victorio Macho.
La plaza comenzaría a deteriorarse a mediados de la década de 1990, por la presencia del comercio informal. Años después, la situación empeoró hasta que el pavimento comenzó a presentar fallas estructurales. 

### Restauración (2008)
En 2008, es prohibido el comercio informal en la plaza para dar paso al programa de recuperación del espacio,siendo intervenida por la Alcaldía de Libertador para restaurar la totalidad de los espacios de la misma. Entre los principales cambios que se realizaron, destacan: la elevación del pedestal donde se encuentra el busto de Bolívar, nueva iluminación y el cambio de fecha de fundación de la plaza, de 1983 a 2008.